# Hanns Prütting
Hanns Prütting (* 22. Januar 1948 in Erlangen) ist ein deutscher Rechtswissenschaftler, der vorwiegend auf den Gebieten des Bürgerlichen Rechts, des Zivilprozessrechts, des Insolvenzrechts und des anwaltlichen Berufsrechts tätig ist. Er ist Direktor des Instituts für Gewerblichen Rechtsschutz und Urheberrecht der Universität zu Köln und Emeritus am Institut für Verfahrensrecht und Insolvenzrecht der Universität zu Köln.

## Leben
Nach einem Studium der Rechtswissenschaft an den Universitäten Erlangen-Nürnberg und Tübingen von 1967 bis 1971 legte Prütting das Erste Juristische Staatsexamen ab. Von 1972 bis 1974 war er Rechtsreferendar im Bezirk des Oberlandesgerichts Nürnberg. In der gleichen Zeit studierte er – ebenfalls an der Universität Erlangen-Nürnberg – Volkswirtschaftslehre und war als wissenschaftliche Hilfskraft am dortigen Institut für Zivilrecht und Zivilprozessrecht tätig.
1974 bestand er das Zweite Juristische Staatsexamen in München. Prütting blieb auch danach an der Universität Erlangen-Nürnberg, wo er bis 1981 Wissenschaftlicher Assistent Karl-Heinz Schwabs war. Unter dessen Betreuung erfolgte 1976 mit einer Arbeit über die Zulassung der Revision die Promotion zum Dr. iur. Fünf Jahre später habilitierte er sich ebenfalls mit Betreuung von Schwab mit der Arbeit Gegenwartsprobleme der Beweislast – Eine Untersuchung moderner Beweislasttheorien und ihrer Anwendung insbesondere im Arbeitsrecht. Seine Fakultät erteilte ihm die Venia legendi für die Fächer Zivilrecht, Zivilprozessrecht mit freiwilliger Gerichtsbarkeit und Arbeitsrecht.
Nach einer Lehrstuhlvertretung in Hamburg im Wintersemester 1981/1982 folgte er einem Ruf an die Universität des Saarlandes, an der er bis 1986 den Lehrstuhl für Bürgerliches Recht, Zivilprozessrecht und Arbeitsrecht innehatte. In den Jahren 1984 und 1985 war er zugleich Dekan des Fachbereichs Rechtswissenschaft. 1986 verließ er Saarbrücken und übernahm den Lehrstuhl für deutsches und ausländisches Zivilprozessrecht und Bürgerliches Recht an der Universität zu Köln, den er seitdem innehat. Auch in Köln war er – von 2003 bis 2005 – Dekan. Die Vereinigung der Zivilprozessrechtslehrer hat er zehn Jahre lang geleitet (2002–2012). Zu seinen Schülern gehören Stephan Weth, Barbara Völzmann-Stickelbrock, Moritz Brinkmann und Daniel Effer-Uhe.
Prütting ist Mitbegründer des Instituts für Anwaltsrecht der Kölner Fakultät, des ersten seiner Art in Deutschland, dem er bis heute als Direktor vorsteht (derzeit zusammen mit Martin Henssler, mit dem er außerdem seit 1997 einen Standardkommentar zur Bundesrechtsanwaltsordnung herausgibt). Auf dem Gebiet des Bürgerlichen Rechts ist Prütting namentlich durch das Lehrbuch des Sachenrechts ausgewiesen, das von Friedrich Lent begründet wurde. Prütting übernahm die Bearbeitung des Werkes ab der 23. Auflage (1991) von seinem Lehrer Schwab. Ferner ist der Kommentar zum Bürgerlichen Gesetzbuch zu erwähnen, den Prütting seit der 1. Auflage im Jahre 2006 zusammen mit Gerhard Wegen und Gerd Weinreich herausgibt. Prütting ist außerdem Mitherausgeber weiterer Kommentare zur Zivilprozessordnung, zum Arbeitsgerichtsgesetz und zum Familienverfahrensgesetz.
Sein Sohn Jens Prütting ist Inhaber des Lehrstuhls für Bürgerliches Recht, Medizin- und Gesundheitsrecht an der Bucerius Law School in Hamburg. 

## Weitere Funktionen und Mitgliedschaften
- Fachgutachter des DAAD und Mitglied des Auswahlausschusses (1989–2000)
- Direktor des Instituts für Verfahrensrecht der Universität zu Köln (1986–2016)
- Direktor des Instituts für Europäisches und Internationales Insolvenzrecht (bis 2016)
- Mitglied der Akademie gemeinnütziger Wissenschaften zu Erfurt und der Nordrhein-Westfälischen Akademie der Wissenschaften und der Künste
- Mitglied der Vereinigung der Zivilprozessrechtslehrer

## Schriften (Auswahl)
- Die Zulassung der Revision. In: Erlanger Juristische Abhandlungen. Band 18. Heymanns, Köln, Berlin, Bonn, München 1977, ISBN 3-452-18262-2 (Dissertation).
- Gegenwartsprobleme der Beweislast. Eine Untersuchung moderner Beweislasttheorien und ihrer Anwendung insbesondere im Arbeitsrecht. In: Schriften des Instituts für Arbeits- und Wirtschaftsrecht der Universität zu Köln. Band 46. C.H. Beck, München 1983, ISBN 3-406-09846-0 (Habilitationsschrift).
- Kommentierung der §§ 272–299a und 330–347 im Münchener Kommentar zur ZPO, 1.–4. Auflage, 1992–2013.
- Christoph Hommerich und Hanns Prütting: Das Berufsbild des Syndikusanwalts. In: Schriftenreihe des Instituts für Anwaltsrecht. Band 26. Deutscher Anwaltverlag, Bonn 1998, ISBN 3-8240-5190-7.
- Mitherausgeber und Mitautor am Kommentar zur Insolvenzordnung von Kübler/Prütting/Bork, Loseblatt in 5 Bänden, 1998–2014.
- Mitherausgeber und Mitautor am Kommentar zum Bürgerlichen Gesetzbuch von Prütting/Wegen/Weinreich, 9. Auflage 2014.
- mit Johannes Holzer und Michael Kleine-Cosack: Die Bestellung des Insolvenzverwalters: Dogmatische Grundlagen, verfassungsrechtliche Defizite und rechtspolitische Vorschläge. RWS Vlg Kommunikationsforum, Köln 2001, ISBN 3-8145-8099-0.
- Die Grundlagen des Zivilprozesses im Wandel der Gesetzgebung, NJW 1980, 361.
- Schlichten statt Richten, JZ 1985, 261.
- Die Zulässigkeit der überörtlichen Anwaltssozietät nach geltendem Recht, JZ 1989, 705.
- Verfahrensgerechtigkeit – ein Diskurs über materiale und prozedurale Gerechtigkeit. In: Dieter Dörr, Udo Fink, Christian Hillgruber, Bernhard Kempen und Dietrich Murswiek (Hrsg.): Festschrift für Hartmut Schiedermair. C.F. Müller, Heidelberg 2001, ISBN 3-8114-2292-8, S. 445.
- Sachenrecht. 37. Auflage. C.H. Beck, Köln 2020, ISBN 978-3-406-73045-0.
- Die Parteifähigkeit der Gesellschaft bürgerlichen Rechts als Methodenproblem. In: Rolf Wank, Heribert Hirte, Kaspar Frey, Holger Fleischer und Gregor Thüsing (Hrsg.): Festschrift für Herbert Wiedemann zum 70. Geburtstag. C.H. Beck, München 2002, ISBN 3-406-49298-3, S. 1177.